# Лі Сиюань
Лі Сиюань (кит.: 李嗣源; піньїнь: Lǐ Sìyuán; 10 жовтня 867 — 15 грудня 933) — другий імператор Пізньої Тан періоду п'яти династій і десяти держав.

## Життєпис
Був прийомним сином генерала Лі Кеюна і братом Лі Цуньсюя. Зайняв трон 926 року в результаті державного перевороту.
7-річний період його правління відзначається історичними джерелами як відносно мирний.
У грудні 933 року імператор важко захворів і помер. На престолі його замінив не старший син, Лі Цунжун, а його молодший брат Лі Цунхоу, якого батько вважав кращим державником.

## Девізи правління
- Тяньчен (天成) 926—930
- Чансін (長興) 930—933